# Сара Джексон
Сара Джексон, до шлюбу Йорк (16 липня 1803 — 23 серпня 1887) — господиня Білого дому і перша леді США з 26 листопада 1834 року по 4 березня 1837 року. Невістка президента США Ендрю Джексона.

## Біографія
Народилася 16 липня 1803 року в багатій родині у Філадельфії, штат Пенсільванія. Її батько Пітер Йорк, морський капітан і успішний торговець, помер у 1815 році. Її мати Мері Гейнс Йорк померла під час подорожі до Нового Орлеана в 1820 році, залишивши Сару та двох її сестер сиротами. Її виховували дві тітки, місіс Джордж Фаркуар і місіс Мордекай Везеріл.
Сара одружилася з Ендрю Джексоном-молодшим, прийомним сином Ендрю Джексона, у Філадельфії 24 листопада 1831 року. Після тривалого медового місяця в Білому домі пара виїхала в Ермітаж, плантацію Джексона в Теннессі. Подружжя залишалося в Ермітажі, керуючи плантацією, доки в 1834 році пожежа не знищила більшу частину головного будинку. Подружжя та їх двоє маленьких дітей поїхали до Вашингтона, щоб жити з президентом Джексоном у Білому домі.
Сара Джескон прибула до Білого дому 26 листопада 1834 року. Вона відразу ж почала виконувати роль співгосподарки Білого дому разом з племінницею президента Емілі Донельсон, яка була господинею Білого дому і неофіційною першою леді з початку президентського терміну. Президент називав Сару «господинею Ермітажу», а не господинею Білого дому. Організація була дещо незручною, але, здавалося, працювала відносно гладко. Це був єдиний випадок в історії, коли дві жінки одночасно виконували функції господині Білого дому. Джексон взяла на себе всі обов'язки господині Білого дому після того, як Емілі Донельсон захворіла на туберкульоз і померла в 1836 році.
Сара Джексон залишалася в Білому домі до закінчення терміну повноважень Джексона в 1837 році, але зробила кілька тривалих поїздок, включаючи одну до Ермітажу, щоб наглядати за його реконструкцією. Після смерті генерала Джексона в 1845 році борги, накопичені під час його перебування на посаді, вийшли з-під контролю під час тривалого поганого управління Ермітажем Ендрю Джексона-молодшого. Це змусило продати Ермітаж штату Теннессі в 1856 році. На гроші від продажу Ендрю-молодший зрештою придбав кілька об'єктів нерухомості поблизу затоки Сент-Луїс, штат Міссісіпі, куди вони зрештою переїхали в лютому 1859 року. Це було недовгим підприємством як через погану оцінку Ендрю-молодшого, так і через катастрофи, пов'язані з погодою. До осені 1860 року вони повернулися в Ермітаж, де опинилися в якості орендарів штату. Це було б дуже мізерне існування для Джексонів протягом наступних 30 років. Джексон втратила чоловіка внаслідок нещасного випадку на полюванні в 1865 році та свого сина Семюеля в битві при Чікамаузі під час громадянської війни. Сара Джексон померла в Ермітажі в 1887 році, за два роки до того, як Асоціація жіночого Ермітажу повернула Ермітаж у штату Теннессі і почала його реставрувати.
Померла 23 серпня 1887 року в Нашвіллі, штат Теннессі.